# Tweede gezicht
Het Tweede gezicht is in het volksgeloof het vermogen om toekomende dingen te zien. Mensen die het 'tweede gezicht' menen te hebben, plegen in wakende toestand (dus niet in een droom) toekomstige dingen te zien, dat ook wel voorloop wordt genoemd.